# シッティ・メディア・メン
『シッティ・メディア・メン』（Shitty Media Men, メディア業界の汚い男たち）は、「ウィスパー・ネットワーク」の一つである。共有されたgoogleスプレッドシート上で、複数の匿名人物の協力により目録の形で作成された。この目録は、主としてニューヨークの、マスメディアで働いている男性の内、性非行を行っているとする主張や噂のある人物の名を収集したものである。この目録が公開された結果、掲載された人物の中には解雇された者や辞職した者も現れ、また無実を主張する男性が目録を主宰した女性モイラ・ドネガンや協力者に対して訴訟を起こすなど波紋を起こした。。

## 目録の作成
2017年10月、『ニュー・リパブリック』誌の編集助手を務めていたドネガンは、匿名であるスプレッドシートを公開した。
これはメディア産業の中で起きた性的ハラスメント・性的暴行への申し立てに関するウィスパー・ネットワークであり、ドネガン以外の人物も匿名で追記できるように設定されていた。
グーグルスプレッドシートとして共有されていたこの目録は、公開されていた時間はおよそ12時間に過ぎなかったが、メディア関係者の間で瞬く間に拡散されていった。
BuzzFeedがこの目録に関する記事を公開しようとしていることを知ったドネガンは、これを削除した。

## 反応
2017年10月16日、オルタナ右翼のソーシャルメディアパーソナリティであるマイク・セルノヴィッチはtwitter上で目録の写しの提供を募集した。21日にはセルノヴィッチは目録に挙げられている人物の名を公開すると約束していたが、ジャーナリスト二名の名を公開した後に弁護士と相談し、残りの人物については非公開とした。なお、セルノヴィッチは写しの提供に対し10000ドルの報酬を約束していたが、提供者について「何も受け取ろうとしなかった」と語っている。
同月25日、ニュースメディアのポリティコは写しを手に入れた後に、目録に載せられたライターたちについて幾つかの出版社と連絡を取った。『ニューヨーク・タイムズ』紙は、リストに載せられていた人物への内部告発がなかったため、調査は行っていないと説明した。『ニューヨーク・マガジン』の出版社であるニューヨーク・メディアは、目録に乗せられた従業員については「既に検討の上で適切な措置を取っている。この手続きの結果として行われた調査および措置の内容については、社外秘でありまたデリケートな問題でもあるため、公開しないとの方針である」とした。目録に載せられたBuzzFeedのライターについては、彼らの名前が挙げられている事は多くの社員にとって全く驚きではなく、以前から噂はあったと一人の社員が明かした。 
目録には　『ニュー・リパブリック』誌及び『ザ・ニューヨーカー』誌の複数の社員の名も載せられていた。彼らの項目は赤色で強調されていたが、これは複数回の性的暴行に対する告発を受けていることを意味していた。
ニュースサイトVOXは、「シッティ・メディア・メンの目録に名前の挙がる男たちは、複数回の強姦で訴えられた人物でさえ、誰一人刑事告発されたことが無い」と指摘した。

## 衝撃と余波
2017年10月27日、『アトランティック』誌は、目録の中に名の挙がった編集長を、セクシャルハラスメントの申し立ての為、という理由で雇用を打ち切った
同年11月、BuzzFeedは目録に挙げられた複数の社員に対し社内調査を開始した。この中にはホワイトハウス番記者も含まれていた。同年12月、同僚に不適切なコメントを送信したとの新たな苦情を受け、行動規範の違反を理由にこのホワイトハウス番記者は解雇された。
同年12月6日、『パリ・レビュー』誌の編集者が、女性の社員やライターに対する振る舞いについての社内調査を受けている中、理事会に対して反省と再発防止に努める旨を伝えるメールを送信していたが、最終的に辞職に至った。
またファラー・ストラウス＆ジルー社におけるエディター・アット・ラージとしての職も辞した。